# جوزيف بروز تيتو
جوزيف بروز تيتو (7 مايو 1892 - 4 مايو 1980) كان ثوري عسكري ورجل دولة يوغسلافي من أصل كرواتي، شغل العديد من المناصب منذ عام 1943 حتى وفاته. اعتبر تيتو رئيس المقاومة اليوغسلافية خلال الحرب العالمية الثانية ضد الاحتلال النازي، وكانت المقاومة اليوغسلافية أكثر الفصائل العسكرية نشاطاً في أوروبا المحتلة، وبفضل سياسته الاقتصادية والدبلوماسية الناجحة أصبحت له شعبية كبرى سواء في يوغسلافيا أو خارجها حيث ينظر إليه كـرمز توحيدي وبفضل سياسته الداخلية نجح في الحفاظ على التعايش السلمي بين أقليات يوغسلافيا واكتسب شهرة وسمعة دولية كونه مؤسس حركة عدم الانحياز في الحرب الباردة بجانب نهرو وجمال عبد الناصر، كان زعيم الحزب الشيوعي اليوغسلافي في فترة 1939-1980 وقائد المقاومة اليوغسلافية ضد الاحتلال النازي في فترة 1941-1945 ورئيس وزراء يوغسلافيا في فترة 1943-1963 (لاحقا رئيس الدولة) في فترة 1953-1980 وحصل على رتبة مارشال بوصفه القائد الأعلى للجيش الشعبي اليوغسلافي وحصل على العديد من الأوسمة، جوزيف تيتو هو الطفل السابع لعائلة من أب كرواتي وأم سلوفينية في قرية كومروفيتش في كرواتيا، انضم تيتو في وقت مبكر إلى الخدمة العسكرية وأصبح رقيب في الجيش النمساوي-المجري إلا أنه أصيب بجروح خطرة أثناء الاحتلال الروسي للمجر وأثناء الحرب العالمية الأولى أرسل تيتو إلى معسكر للأعمال الشاقة في الاورال لكنة تمكن من الهرب وانضم إلى صفوف البلاشفة وشارك في الثورة البلشفية وفي أثناء الحرب الأهلية الروسية انضم إلى صفوف الجيش الأحمر وعند عودته إلى كرواتيا تأسست يوغسلافيا وانضم إلى الحزب الشيوعي وتقلد العديد من المناصب داخل الحزب إلى أن أصبح زعيمه عام 1939 بعد الحرب العالمية كان تيتو يريد الاستقلال وواجه الهيمنة السوفيتية وتمكن من استقلال يوغسلافيا عن الاتحاد السوفيتي وكان أحد المؤسسين لحركة عدم الانحياز وبفضل سياسته الاقتصادية والسياسية الناجحة ازدهرت يوغسلافيا اقتصاديا وعسكريا في عهد الستينات والسبعينات كانت سياسته الداخلية قمع أي حركة قومية تزعزع الوحدة بين دول يوغسلافيا بعد وفاة تيتو عام 1980 تفككت البلاد لعدم وجود قيادة ذات كفاءة مثل تيتو ودخلت يوغسلافيا في سلسلة من الحروب الأهلية والاضطرابات بعد وفاة تيتو بوقت قصير، ولازال تيتو يتمتع بشعبية في دول يوغسلافيا السابقة حتى يومنا هذا.

## بداية حياته

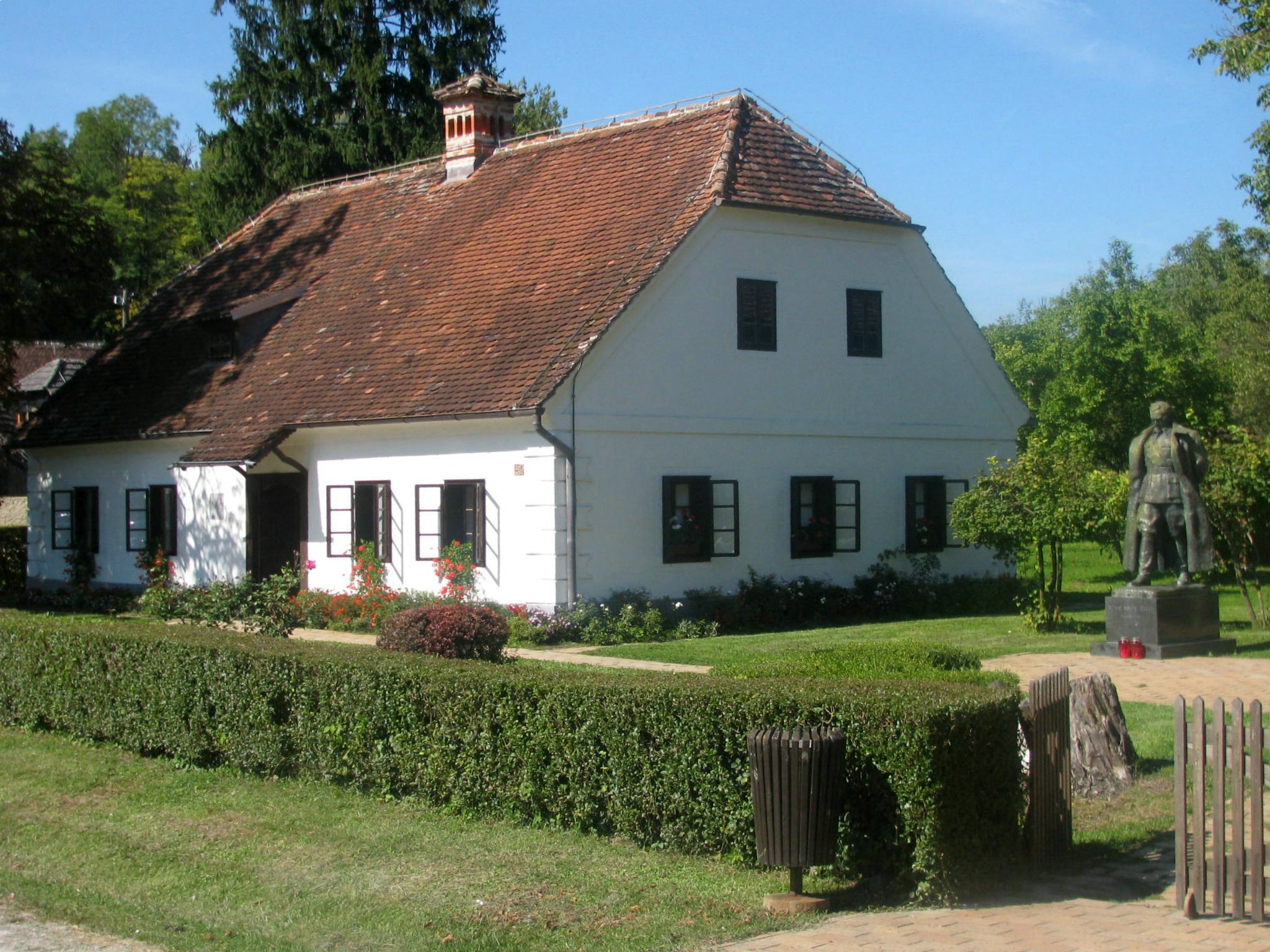
المنزل الذي ولد فيه تيتو في مدينة كومروفيتش في كرواتيا.

ولد جوزيف تيتو في 7 مايو 1892 في قرية كومروفيتش شمال كرواتيا، تيتو كان الطفل السابع لعائلة من أب كرواتي يدعى فرانيو (1860-1936) وأم سلوفينية تدعى ماريجا (1864-1918) أمضى تيتو طفولته في منزل جدته جافيسكا في قرية سلوفينية، التحق تيتو بالمدرسة الابتدائية عام 1900 في كومروفيتش وتخرج منها عام 1905 وفي عام 1907 انتقل من الريف إلى المدينة وبدأ يعمل في أحد المصانع في سيساك، وفي عام 1910 انضم إلى حزب العمال الاشتراكي الديمقراطي الكرواتي وفي فترة 1911-1913 عمل تيتو عامل في مصنع في تيتان، بعدها عمل سائق في شركة ديملر .
في خريف 1913 تم تجنيد تيتو برتبة رقيب في الفوج الكرواتي التابع للجيش النمساوي -المجري وحاز على الميدالية الفضية وعند اندلاع الحرب العالمية الأولى تم أرساله إلى بودابست، رومانيا لكنه اعتُقل وسجن في حصن بتروڤارادين وفي يناير 1915 تم أرساله إلى الجبهة الشرقية للقتال ضد الروس وبفضل شجاعته تم تكريمه بالميدالية الذهبية لكنة أصيب إصابة خطرة في أحد المعارك وتم أسره .

### الهروب من الأسر والانضمام للبلاشفة
بعد 13 شهر في المستشفى تم إرسال تيتو إلى معسكر للعمل الشاق في جبال الاورال واختاره السجناء زعيما لهم وعند اندلاع الثورة البلشفية تم اقتحام السجن وتحرير كل السجناء، وعند إطلاق سراحه انضم تيتو إلى البلاشفة عام 1917 لكن تم القبض علية إلا انه تمكن من الفرار وشارك في أحد المظاهرات في سانت بطرسبرغ وفي 17 تموز 1917 أثناء سفرته إلى فنلندا تم اعتقاله وسجنه في حصن بول بيتر لثلاثة أسابيع بعدها تم نفيه إلى كونغور وفي وسط الطريق قفز تيتو من القطار وهرب، واختبأ مع عائلة روسية في اومسك في سيبيريا، وهناك التقى بزوجته المستقبلية بيلاجيجا بيلوسوفا.
وبعد ثورة أكتوبر انضم تيتو إلى صفوف الحزب الشيوعي السوفيتي وعمل في صفوف الجيش الأحمر بعدها عاد إلى اومسك وتزوج من بيلوسوفا وفي ربيع عام 1918 عمل تيتو ميكانيكي في ورشة بالقرب من اومسك حتى يدعم عائلته، وفي يناير 1920 قرر الهجرة إلى يوغسلافيا هو وزوجته في رحلة طويلة وقاسية، لدى عودته إلى يوغسلافيا انضم تيتو إلى الحزب الشيوعي اليوغسلافي، وكانت المكانة السياسية للشيوعيين تتزايد في يوغسلافيا وفي انتخابات 1920 حصل الشيوعيين على 59 مقعد وأصبحوا ثالث أقوى حزب في البلاد، وفازوا في العديد من الانتخابات المحلية
وبعد اغتيال السياسي ميلوراد دراشكوفيتش وجهت التهم على إن الشيوعيين هم من قاموا باغتياله فقام وزير الداخلية بحظر الأنشطة الشيوعية والسيطرة على كل المناطق المحلية التي يسيطر عليها الشيوعيون يعتقد البعض إن حادثة الاغتيال مدبرة من قبل وزير الداخلية لإبعاد الشيوعيين من الساحة السياسية بعد اتساع نفوذهم في البلاد ، أما تيتو فقد انتقل إلى مدينة تروجستفو وتمكن من الحصول على عمل كاتب وفي عام 1925 انتقل جوزيف إلى كراليفيكا وبدأ يعمل كمسئول عن العمال لكنه طرد بعد أن تم كشف انتمائه للشيوعية بعدها انتقل تيتو إلى مدينة زغرب وأصبح الأمين العام لعمال المعادن الكرواتيين ومؤسس الحزب الشيوعي فرع زغرب لكن تم اكتشافه واعتقاله وحوكم بسبب نشاطاته الشيوعية وتم سجنه لخمس سنوات وخلال سنوات سجنه في سجن ليبوغلافا هناك التقى بـ موسى بيجادي الذي سيصبح من اصدقائة المقربين 
وبعد أن أطلق سراحه عاد إلى ممارسة الأنشطة الثورية لكن تحت أسماء مستعارة مثل (والتر) و (تيتو)، في عام 1934 قامت اللجنة المركزية لفرع زغرب بإرسال تيتو إلى فيينا للمشاركة في الاجتماع العام للحزب الشيوعي اليوغسلافي وتم اختياره ليكون مسئول في الحزب مع ادوارد ميلوفان والكسندر رانكوفيتش وفي عام 1935 سافر تيتو إلى الاتحاد السوفيتي وعمل لمدة سنة في الكومنترن وأصبح مسئول بارز في المفوضية الشعبية للشؤون الداخلية (nkvd) وتم إرسال تيتو مع كتيبة خاصة للمشاركة في الحرب الأهلية الإسبانية ودعم الجمهوريين واليساريين وفي عام 1937 أرسل ستالين، تيتو إلى يوغسلافيا لتنظيم صفوف الحزب الشيوعي اليوغسلافي.

## أثناء الحرب العالمية الثانية

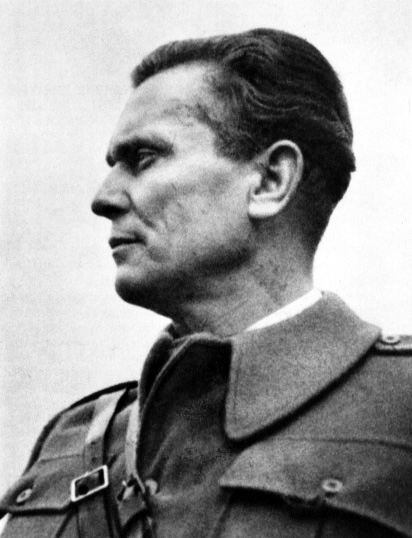
جوزيف تيتو 1942

في 6 ابريل 1941 شنت القوات الألمانية - الإيطالية -المجرية هجوم مشترك لغزو يوغسلافيا وفي 10 ابريل أعلنت كرواتيا استقلالها عن يوغسلافيا ووسط هذا الظرف الصعب أمر تيتو بتشكيل فصائل مسلحة للحزب الشيوعي من اجل مقاومة الاحتلال لان الجيش اليوغسلافي سرعان ما انهار بعد هروب الملك بيتر الثاني وعدد من رجال الدولة. لاحقا عقد اجتماع بين ممثلي الحزب الشيوعي والمتبقين من قادة الجيش انتهى باختيار تيتو قائدا أعلى لجيش التحرير اليوغسلافي وكل الفصائل المسلحة
اليوغسلافية بعدها اصدر تيتو بيان يدعو فيه أبناء الشعب للاتحاد ضد الاحتلال لاحقا أرسل رسالة إلى الكومنترن من اجل التنسيق بين الاتحاد السوفيتي ويوغسلافيا وبالرغم من الصراع بين جيش التحرير الشعبي اليوغسلافي والمقاومة التشيكية إلا أن تيتو تمكن من تحرير جمهورية التشيك وخلال هذه الفترة أجرى تيتو محادثات مع زعيم المقاومة التشيكية انتهت المحادثات بانضمام 2000 مقاتل تشيكي إلى جيش التحرير اليوغسلافي ، بعدها تم إنشاء لواء البروليتاريا الأول في المناطق المحررة ثم إنشاء لواء البروليتاريا الثاني ولاحقا تم عقد اجتماعيين الأول في بيهاتش في نوفمبر 1942 نص على أن يكون تيتو رئيس الحكومة المؤقتة أثناء الحرب أما الثاني عقد بعد سنة عام 1943 ونص على اتحاد جميع دول يوغسلافيا بعد الحرب، ومع تزايد العمليات العسكرية للمقاومة اليوغسلافية ركز الألمان جهودهم على إخماد المقاومة وحاولوا اغتيال تيتو 3 مرات واحدة من محاولات الاغتيال جرت في 25 مايو 1944 عندما هاجمت عدد من الطائرات الألمانية مقر تيتو في البوسنة إلا أنة نجاة، وفي حزيران/يونيو 1943 اعترف كل من الرئيس الأمريكي فرانكلين روزفلت والرئيس البريطاني ونستون تشرشل والزعيم السوفيتي جوزيف ستالين بفاعلية المقاومة اليوغسلافية وذلك أثناء مؤتمر طهران، وازداد حجم الدعم وفي 17 يونيو 1944 حاول هولاء الزعماء من دمج حكومة بيتر الثاني في المنفى مع حكومة تيتو في معاهدة تحالف سميت بمعاهدة سبورازوم إلا أن تيتو وانصارة رفضوا التحالف مع بيتر الثاني وحكومته ووصفوهم «بالخونة» وقد أذيع في التلغراف في 28 سبتمبر 1944 أن تيتو وقع على اتفاق مع الاتحاد السوفيتي وسمح للجيش الأحمر من الدخول إلى أراضي يوغسلافيا والقيام بعمليات عسكرية للقضاء على أخر معاقل الاحتلال الألماني بعدها شن جيش التحرير اليوغسلافي هجوم ضخم وتمكنوا من اختراق الدفاعات الألمانية واضطر الألمان إلى الانسحاب من يوغسلافيا وبذلك انتصر تيتو وتحررت يوغسلافيا من الاحتلال الألماني، وبعد انتهاء الحرب شن تيتو حملة لملاحقة مجرمي الحرب الألمان.
| جوزيف بروز تيتو | يجب أن تتخذوا التدابير أللازمة للحيلولة دون قتل أسرى الحرب اللذين القي القبض عليهم من قبل الوحدات العسكرية أو أجهزة الدولة لان من بين هولاء الأسرى يوجد مجرمي حرب سيتم كشفهم وتسليمهم للمحاكم العسكرية لانتظار المحاكمة العادلة . _ جوزيف تيتو رسالة بتاريخ 14 مايو 1945 إلى القيادة الحزبية في سلوفينيا. | جوزيف بروز تيتو |

### مابعد الحرب

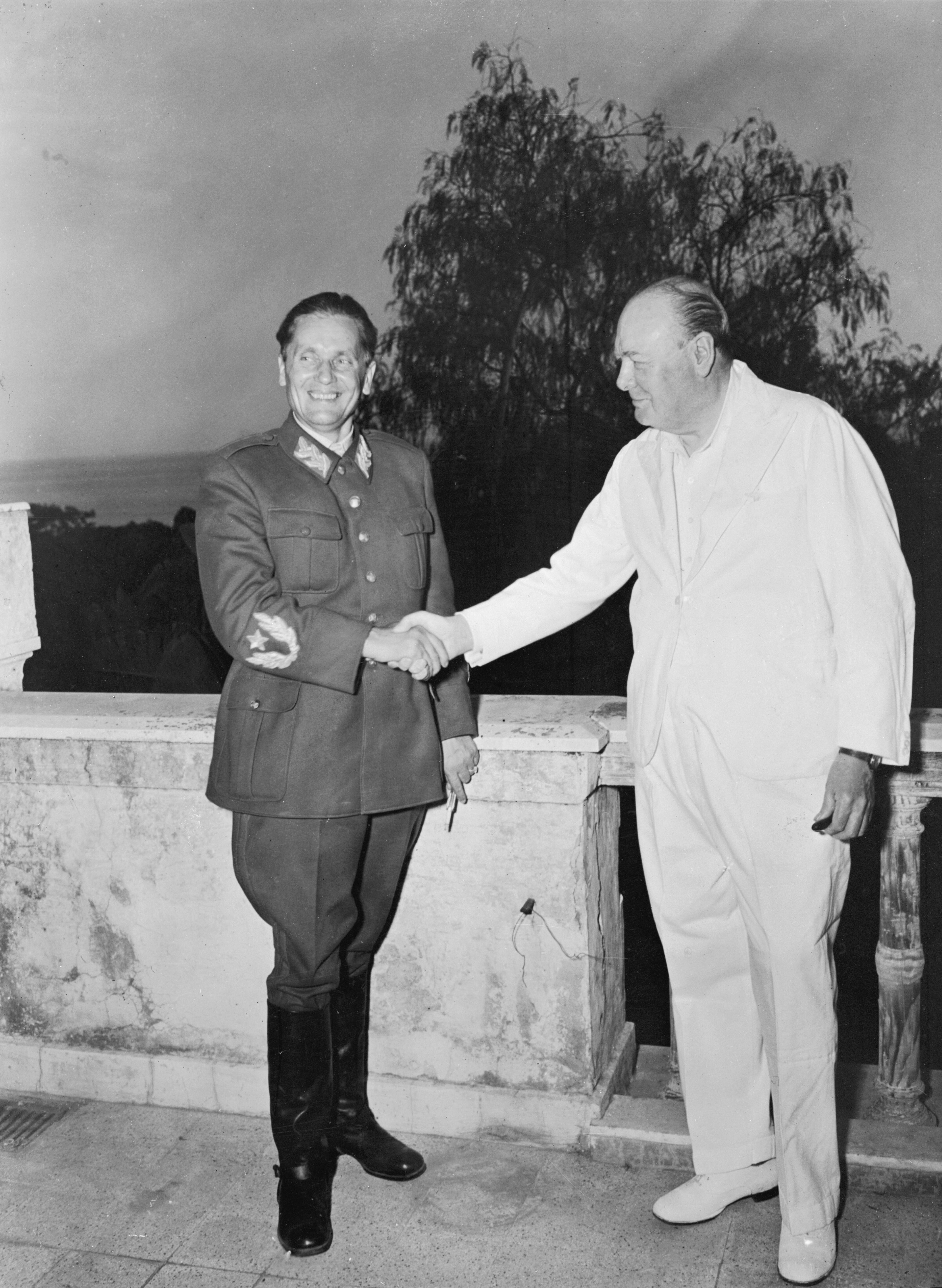
تيتو مع ونستون تشرشل في نابولي، إيطاليا 1944

في 7 مارس 1945 تم تشكيل الحكومة المؤقتة ليوغسلافيا الاتحادية الديمقراطية وتم اختيار تيتو ليكون رئيس الحكومة المؤقتة وقد منع تيتو، بيتر الثاني ورجالة من العودة إلى يوغسلافيا وعقدت الانتخابات في نوفمبر 1945 وفاز الحزب الشيوعي بقيادة تيتو بأغلبية ساحقة في الأصوات وفي أثناء هذه الفترة تمتع تيتو بشعبية كبرى حيث كان ينظر إلية على أنه محرر يوغسلافيا وفي هذه الفترة ركز تيتو جهوده نحو توحيد البلاد ونجح في ذلك وكان يقمع أي نشاط قومي يزعزع وحدة يوغسلافيا وأصبح تيتو رئيس الوزراء ووزير الشؤون الداخلية وقام بإعادة تسمية يوغسلافيا إلى «جمهورية يوغسلافيا الاتحادية الاشتراكية» وفي 29 نوفمبر 1945 تم إعادة صياغة الدستور اليوغسلافي، بعدها ركز تيتو نحو تطوير وتنظيم الجيش اليوغسلافي الذي سيصبح أقوى جيش في أوروبا بعدها طور تيتو جهاز امن الدولة الذي أوكل إلية أول مهمة وهي ملاحقة مجرمي الحرب النازيين اللذين تم إعدامهم لاحقا رميا بالرصاص في تموز 1946 , والتقى تيتو برئيس الكنيسة الكاثوليكية في يوغسلافيا واتفق معه حول ضمان حقوق الكاثوليك في يوغسلافيا أما بالنسبة لعلاقات تيتو مع الكتلة الشرقية فقد كانت هشة خصوصا مع الاتحاد السوفيتي.

## انفصال تيتو و ستالين
خلافا للعديد من الدول الشيوعية الجديدة في أوروبا الشرقية حررت يوغسلافيا نفسها بشكل شبة كامل من الارتباط بالاتحاد السوفيتي بالرغم من اعتباره ستالين حليف وشكره لستالين في مساعدته لتحرير يوغسلافيا إلا أن العلاقة بين تيتو وستالين كانت تتميز ببعض التوتر بسبب إنشاء السوفييت قواعد عسكرية بالقرب من الحدود اليوغسلافية، وفي أثناء الحرب العالمية حدثت اشتباكات ومعارك بين الجيش اليوغسلافي الشعبي والحلفاء الغربيين وحازت يوغسلافيا على إقليم استريا الإيطالي ومدينة زادار وميناء رييكا الأمر الذي رفضه الحلفاء الغربيين مما أدى إلى اندلاع اشتباكات بين البريطانيين والأمريكيين ضد اليوغسلافيين وفي فترة 1945-1948 اسقط اليوغسلافيين مايقارب 5 طائرات حربية أمريكية، ستالين عارض هذه الاستفزازات من اليوغسلافيين ووضح لهم أن سلوكهم العدائي سيؤدي إلى اندلاع حرب نووية بين الكتلة الشرقية والغربية بالإضافة إلى دعم تيتو للشيوعيين أثناء الحرب الأهلية اليونانية بالرغم من تعهد ستالين وتشرشل بعدم دعم أي جهة في الصراع وفي اجتماع مجلس الأمن الدولي عام 1948 كان تيتو يريد خلق اقتصاد قوي مستقل عن الاتحاد السوفيتي ودول حلف وارسو مما أدى إلى تدهور العلاقات بين تيتو وستالين، جاء الرد السوفيتي في 4 مايو عندما نبهت القيادة السوفيتية تيتو بتعديل سياسته واقترح أن تحل هذه المسألة في اجتماع خاص لكن تيتو لم يحضر الاجتماع وفي عام 1949 تصاعدت الأزمة ووصلت إلى نزاع مسلح عندما تجمعت القوات السوفيتية على طول حدود يوغسلافيا الشمالية وكان السوفييت يضنون أن قيادة الحزب الشيوعي اليوغسلافي يسيطر عليها القوميين المتعصبين لاحقا تم طرد يوغسلافيا من رابطة الدول الاشتراكية، لاحقا كانت هناك شكوك بتعرض تيتو لمحاولات اغتيال فاشلة مدبرة من الاتحاد السوفيتي لان القيادة السوفيتية كانت تشك في أن تيتو قومي يريد انفصال يوغسلافيا عن الاتحاد السوفيتي على حد تعبيرهم.
| جوزيف بروز تيتو | أنهم لايتوقفون عن إرسال القتلة المأجورين ، لقد تم القبض على 5 منهم واحد مع قنبلة وبقية يحملون بنادق إذا لم يكفوا عن إرسال القتلة سأرسل لهم 10 في موسكو.- جوزيف تيتو | جوزيف بروز تيتو |

بعد انفصال تيتو عن الاتحاد السوفيتي قام بتبادل المعونات الاقتصادية مع دول رابطة آسيا وأفريقيا ولكنة لم يكن يقبل بمعونات من الغرب وبعد وفاة ستالين عام 1953 بداء تيتو يسترجع علاقته مع الاتحاد السوفيتي ولم يكن تيتو يريد الوقوف مع أحد خلال الحرب الباردة فقام بإنشاء حركة عدم الانحياز بالتعاون مع الرئيس المصري جمال عبد الناصر الذي كانت تربطه علاقة قوية بـ تيتو ومع الزعيم الهندي نهرو وكانت حركة عدم الانحياز بمثابة طريق ثالث للدول التي لاتريد الوقوف مع الكتلة الشرقية أو الغربية خلال الحرب الباردة. وكان هذا الحدث هام ليس فقط ليوغسلافيا بل تطوريا للاشتراكية العلمية إلا إن هذه السياسة جعلت تيتو مكروه من قبل الدول الشيوعية فقام الزعيم السوفيتي نيكيتا خروتشوف بطرد يوغسلافيا من الكتلة الشرقية بسبب وقوف تيتو على الحياد أثناء الحرب الباردة وانعزاله عن الدول الشيوعية، وقد سميت شيوعية تيتو بالتيتوية وقد عمل السوفييت على اجتثاث كل شيوعي يحمل فكر تيتو باعتبارهم أن فكر تيتو هو انحراف عن الماركسية، في 26 يونيو 1950 بداء تيتو بأعمار يوغسلافيا وأعلن عن تطبيق نظام اقتصادي اشتراكي لكن مختلف عن الاتحاد السوفيتي نظام قائم على الإدارة الذاتية وتقاسم الأرباح بين طبقة العمال وأصبحت الملكية مباشرة للموظفين بدلا من الحكومة، وكان نظام الإدارة الذاتية هو أساس النظام الاجتماعي في يوغسلافيا وقد أدت هذه السياسة إلى ازدهار يوغسلافيا في الستينات والسبعينات ، وبعد وفاة ستالين عام 1953 أمر خروتشوف تيتو بالحضور إلى موسكو لفتح صفحة جديدة مع الاتحاد السوفيتي إلا أن تيتو لم يحضر الاجتماع لاحقا في عام 1956 اقتنع تيتو وزار الاتحاد السوفيتي من اجل فتح علاقة جديدة مع الاتحاد السوفيتي إلا أن العلاقة سـتصبح سيئة بين الاتحاد السوفيتي ويوغسلافيا مرة أخرى في الستينات بسبب إعلان تيتو الوقوف على الحياد في الحرب الباردة
| جوزيف بروز تيتو | في الحقيقة إننا في أحسن الأحوال إن السلوك السابق وغير الموضوعي الذي اتخذه حزبنا كان خطاء رهيب ، إذا لم يتمتع حزبنا بالاحترام من باقي الأمم فستتجرد الأمة اليوغسلافية من مجدها وكفاحها البطولي فيجب أن نعزز علاقتنا مع الاتحاد السوفيتي كي نعيد المجد والاحترام للأمة اليوغسلافية لضمان بناء الاشتراكية في بلادنا وإقامة حياة أكثر سعادة لشعبنا.- جوزيف تيتو 18 آب 1956 | جوزيف بروز تيتو |

وكان لانفصال تيتو ستالين عواقب كبيرة على الدول الشيوعية على سبيل المثال تم تطهير اغلب الأحزاب لضمان عدم تزايد المنتمين للشيوعية التيتوية وخصوصا من تشيكسلوفاكيا

## الرئاسة

### سياسة تيتو الخارجية

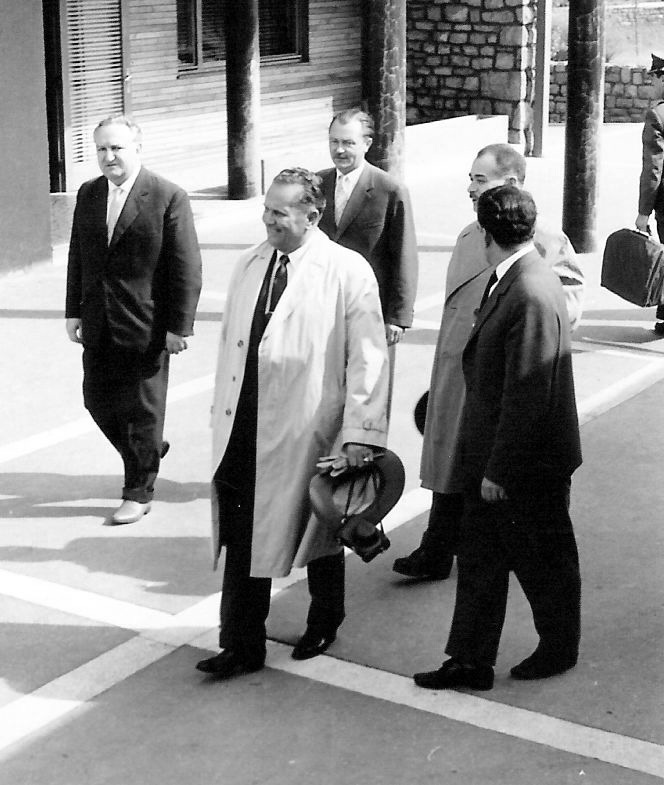
تيتو أثناء زيارته لمكان ولادته في كومروفيتش 1961

أصبحت يوغسلافيا من الأعضاء المؤسسين لحركة عدم الانحياز عام 1961 قام بتأسيسها كل من تيتو وجمال عبد الناصر ونهرو وسوكارنو رئيس اندونيسيا وأصبح تيتو الأمين العام لحركة عدم الانحياز وأقام علاقات قوية مع دول العالم الثالث وخصوصا مع الدول العربية وقد كانت علاقاته الخارجية عبارة عن زيارات في فترة 1954 -1956 حيث زار الإمبراطور هيلا سيلاسي في إثيوبيا وقد تم تسمية أحد الشوارع في إثيوبيا على اسم تيتو تكريما له، وكان تيتو يدعو في خطاباته إلى الوقوف على الحياد وكانت علاقته مع الولايات المتحدة حيادية ومع أوروبا ودية عموما، وسمحت يوغسلافيا للأجانب بزيارة يوغسلافيا بحرية في حين كانت هذه السياسة محدودة في اغلب البلدان الشيوعية ، أدت هذه السياسة إلى انفتاح يوغسلافيا على العالم الخارجي وأصبحت ليوغسلافيا الكثير من الرعايا في دول أوروبا الغربية، وكان لـ تيتو علاقات قوية مع اغلب زعماء العالم، مثل الزعيم السوفيتي جوزيف ستالين (قبل انفصال تيتو ستالين) والزعيم السوفيتي خروتشوف وليونيد بريجنيف وجمال عبد الناصر ونهرو وانديرا غاندي وونستون تشرشل وجميس كالاها ودوايت ايزنهاور وجون كيندي وريتشارد نيكسون وجيمي كارتر وتشي جيفارا وكاسترو ونيكولا تشاوسيكو وكيم ايل سونغ والقذافي وعيدي امين وياسر عرفات وفي عام 1953 سافر تيتو إلى بريطانيا والتقى بتشرشل وبالرغم من سياسة تيتو الخارجية الناجحة إلا أنه لم يقم علاقات مع الدول المناهضة للشيوعية مثل البارغواي وحكومة اوغستو بينوشية التي أطاحت بسلفادور الليندي في تشيلي.

### الإصلاحات
في 7 ابريل 1963 تم تغيير اسم يوغسلافيا إلى «جمهورية يوغسلافيا الاتحادية الاشتراكية» وقد شجع تيتو على مشاريع الاستثمار في يوغسلافيا وشن حملة لإلغاء القيود عن حرية التعبير وحرية المعتقدات الدينية وفي خريف عام 1960 زار تيتو الولايات المتحدة والتقى بـ ايزنهاور واتفق معه حول بعض المشاريع العسكرية والتنموية وقد وافق ايزنهاور على الاتفاق عندما رأى أن تيتو حيادي بين الطرفيين وفي عام 1966 وقع تيتو اتفاقية جديدة مع الفاتيكان بدل الاتفاقية القديمة عام 1945 ونصت الاتفاقية الجديدة على حرية التعليم الديني وحرية الشعائر الدينية في يوغسلافيا للكاثوليك وللأقليات الإسلامية من اجل تعزيز وحدة يوغسلافيا، وفي 1 يناير 1967 كانت يوغسلافيا قد فتحت حدودها لجميع الزوار الأجانب وألغت تأشيرات الدخول وفي نفس العام قطع تيتو كل العلاقات الدبلوماسية مع إسرائيل في حرب الستة ايام وفي عام 1967 أمر تيتو الزعيم التشيكوسلوفاكي الكسندر دوبتشيك أن يتوجه إلى براغ في غضون ثلاث ساعات لتقديم المساعدات له في مواجهته للسوفييت وفي ابريل 1969 أزال تيتو الجنرال ايفان غونسجاك في أعقاب الغزو السوفيتي لتشيكسلوفاكيا بسبب امتناعه عن مساعدة تشيكسلوفاكيا وفي عام 1971 تمت إعادة انتخاب تيتو رئيسا ليوغسلافيا وقدم 20 تعديلا على الدستور عام 1974 وأعلن عن التعديلات في الاجتماع السادس للجمعية الاتحادية شملت التعديلات الجديدة الحكم الذاتي للجمهوريات الست اليوغسلافية أي أنة أعطاهم حكم مستقل عن سلطة الحزب الشيوعي إلا أن الشؤون الخارجية والنقدية والتجارة الحرة والقروض الإنمائية والتعليم والرعاية الصحية كانت تكفلها السلطة العليا للحزب الشيوعي أما الشؤون الداخلية فقد كانت تحت مسؤولية الحكم الذاتي لجمهوريات يوغسلافيا

## السنوات الأخيرة
بعد التعديلات الدستورية عام 1974 تابع تيتو تسيير أعمال الدولة وسافر إلى بكين في عام 1977 بعد وفاة ماو تسي تونغ الذي كان يتهم تيتو بالتحريف لكن السلطة الصينية الجديدة قررت فتح علاقة جديدة مع تيتو وتم استقباله بود من قبل الرئيس الصيني وفي المقابل زار الرئيس الصيني يوغسلافيا عام 1979 وفي عام 1978 سافر تيتو إلى الولايات المتحدة وخلال الزيارة فرضت قيود أمنية صارمة بسبب الاحتجاجات الأمريكية المناهضة للشيوعية في الولايات المتحدة، بدأت حالة تيتو الصحية تتدهور عام 1979 وأصبح طاعن في السن فكان يبلغ من العمر 87 عام وكان يعاني من انسداد شرياني في ساقه اليسرى وفي تلك السنة شارك تيتو في مؤتمر عدم الانحياز في هافانا بعدها عاد إلى بلدة موروفيتش وفي 3 يناير 1980 ذهب تيتو إلى المركز الطبي الجامعي لإجراء الفحوصات الطبية وبعد التشخيص تبين أنة يعاني من انسداد الاوعية في ساقه اليسرى وكان لابد من إجراء عملية جراحية فورية لضمان عدم شلل ساقه اليسرى وبالرغم من أن تيتو رفض فكرة العملية الجراحية إلا أنة اقتنع لاحقا ، وكان الكادر الطبي مؤلف من 8 أطباء يوغسلافيين وطبيب سوفيتي وأجريت العملية الجراحية في منتصف الليل، في البداية كانت العملية ناجحة في الساعات الأولى إلا إن الشريان تعرض للتلف واضطر الأطباء إلى بتر ساقه اليسرى.

### الوفاة

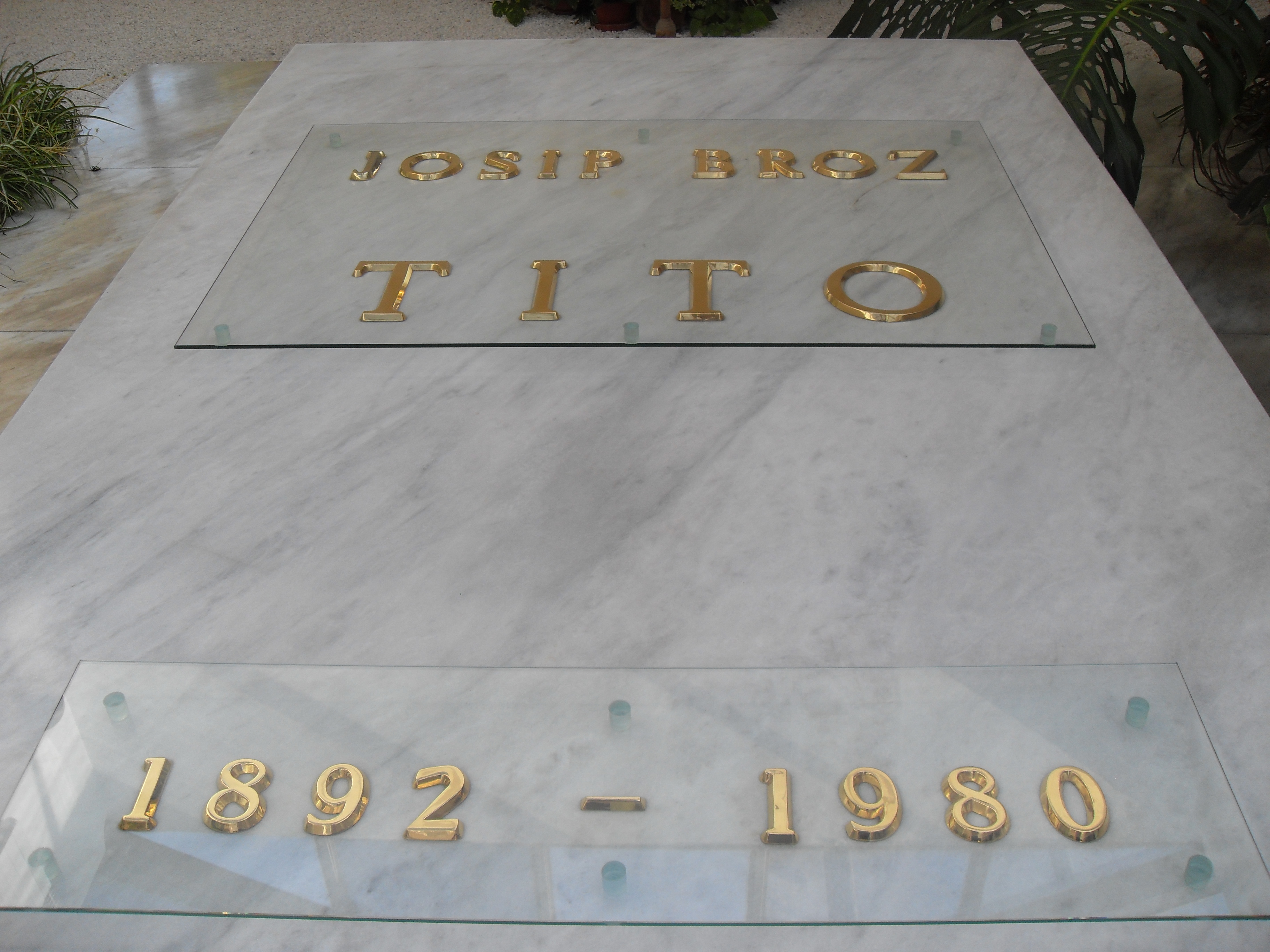
قبر المارشال تيتو.

ساءت الحالة الصحية لتيتو بعد بتر ساقه اليسرى وتوفي في يوم 4 مايو 1980 في الساعة 03:05 مساء وكان على بعد ثلاثة أيام من عيد ميلاده الثامن والثمانيين وبعد وفاة تيتو تم عقد جلسة طارئة للجنة المركزية للحزب الشيوعي للإعلان عن وفاة تيتو في بيان مشترك.
| جوزيف بروز تيتو | إلى الطبقة العاملة وجميع العاملين والمواطنين من جميع الأمم والقوميات في "جمهورية يوغسلافيا الاتحادية الاشتراكية" لقد توفي الرفيق تيتو في يوم 4 مايو 1980 , قلب زعيم يوغسلافيا الاشتراكية وقائد الحزب الشيوعي والمارشال الأعلى للقوات المسلحة اليوغسلافية قد توقف عن الخفقان ، نبلغكم ببالغ الأسى بهذا الخبر الذي هز الطبقة العاملة وجميع الأمم والقوميات في بلادنا ابتداء من المواطن والجندي وقدامى المحاربين والمفكرين والرواد الشباب وكل فتاة وأم ، كان الرفيق تيتو مناضلا لمصالح الطبقة العاملة مناضل من اجل أكثر الأهداف نبل وإنسانية لقد قاد حزبنا وبلادنا 4 عقود قيادة بطولية وحرر الأمة اليوغسلافية العظيمة خلال الحرب العالمية الثانية ونقل بلادنا إلى المجتمع الاشتراكي من اجل الكفاح نحو مجتمع بشري أكثر إنصاف وعدل.- بيان الحزب الشيوعي اليوغسلافي في يوم وفاة تيتو 1980 | جوزيف بروز تيتو |

وتم إعلان الحداد في كل جمهوريات يوغسلافيا الستة لمدة 7 أيام، وفي ظهر يوم الأحد كان المواطنين اليوغسلافيين يتمتعون بعطلة نهاية الأسبوع فتم إذاعة خبر وفاة تيتو في إذاعة تلفزيون بلغراد، وفي ليلة يوم الأحد كانت هناك مباراة كرة قدم بين منتخبين محليين في الدوري اليوغسلافي بين نادي «ناغورني كاراباخ» و«هايدوك سبليت» وفي أثناء المباراة في الدقيقة 41 تم استيقاف المباراة ودخل المحافظ إلى الملعب ثم أخذ بيده ميكروفون وأعلن عن وفاة تيتو وكان هذا الخبر بمثابة صدمة للجمهور أما اللاعبين فقاموا بالبكاء وبعضهم انهار مثل اللاعب زلاتكو فويوفيتش وقام الجمهور البالغ عددهم 50,000 بـ أداء النشيد الوطني اليوغسلافي معلنين أنهم سيسيرون على نهج تيتو على حد تعبيرهم. وتم دفن تيتو في ضريح في بلغراد كما تم نصب تمثال ضخم له بطول 10 أمتار في حديقة متحف التاريخ اليوغسلافية (الذي كان يسمى سابقا متحف الثورة) وتم تسمية ضريح تيتو بـ ضريح الزهور لكثرة الأزهار التي تزينه كما أنة يكتظ بالزوار على مدار السنة ويضم المتحف المقتنيات الشخصية لجوزيف تيتو.

## الحياة الشخصية والعائلية

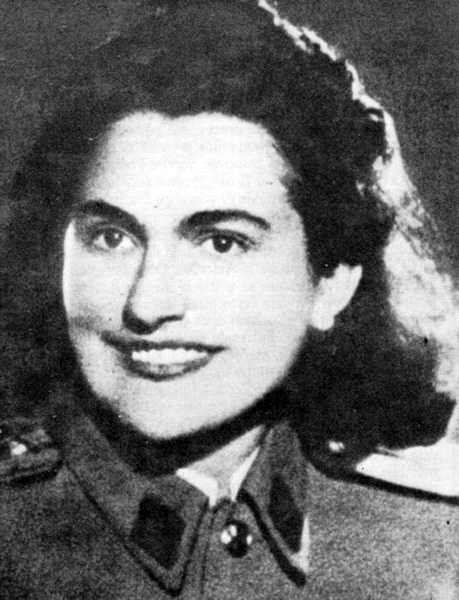
يوفانكا بروز 1940 زوجة جوزيف تيتو الثالثة

تزوج تيتو 3 مرات وأنجب خمسة أبناء لم يبق منهم سوى ليون بروز حيا، وفي عام 1918 عندما ذهب تيتو إلى اومسك في روسيا التقى بـ بيلوسوفا بيلاجيجا والتي تزوجها في وقت لاحق وهاجرت معه من روسيا إلى يوغسلافيا لكن عندما تم سجن تيتو عام 1928 قامت بيلوسوفا بتزوج شخص أخر وطلقها تيتو عام 1936 ، وكان له علاقة مع هيرتا هاس التي تزوجها عام 1940 والتي أنجب منها ابنة الكسندر بروز وعملت سكرتيرته الشخصية إلا أنها توفيت اثر مرض في عام 1943 ودفنت في بلغراد كانت زوجته الثالثة هي يوفانكا بروز وهي أكثر زوجة أحبها وعاش معها في سعادة ، وكان تيتو متردد بعض الشيء في الزواج منها فقد كان يبلغ 59 عام في حين كانت تبلغ هي 27 عام وتزوجا في ابريل 1952 وكانت يوفانكا تعمل مقاتلة في صفوف جيش التحرير الشعبي اليوغسلافي أثناء الحرب العالمية الثانية وبعد الحرب أصبحت مغنية في دار للأوبرا وقد تعرف تيتو عليها عن طريق مساعدة الكسندر رانكوفيتش، توفيت يوفانكا عام 2013 ، ولدى تيتو العديد من الأحفاد احدهم هي حفيدته ناتالي بروز التي تعمل ممثلة في مسرح في البوسنة. أما بالنسبة لهوايات تيتو فقد كان الشعر من هواياته المفضلة وكان يتحدث الروسية والإنكليزية والألمانية وبعض من العربية.

## تيتو والقضية الفلسطينية

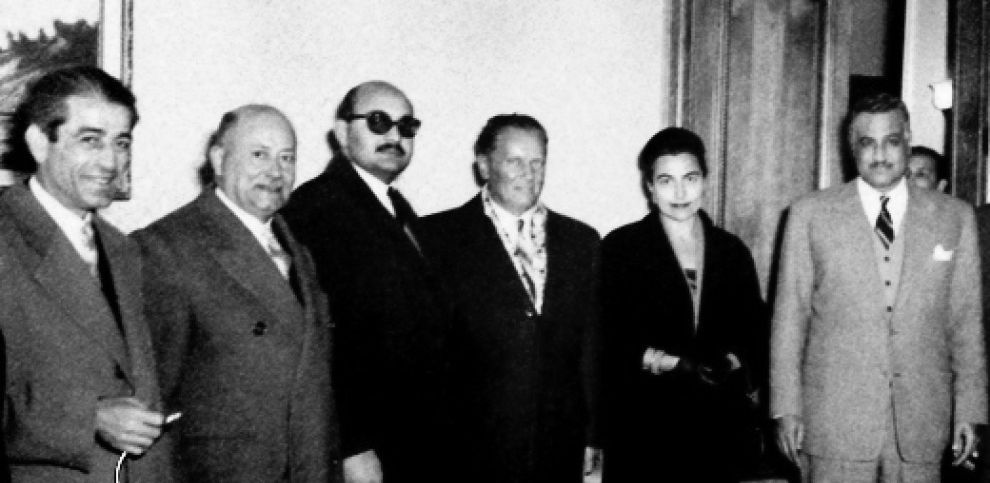
تيتو وجمال عبد الناصر 1959

بالرغم من إن تيتو كان من الداعيين إلى السلام بين العرب وإسرائيل إلى إن أرشيف الحزب الشيوعي اليوغسلافي يظهر وثائق تشير إلى إرسال تيتو فوج من المقاتلين الكرواتيين إلى فلسطين للقتال ضد الصهاينة عام 1948 ، ولم يقم تيتو بإقامة أي علاقة مع دولة إسرائيل منذ نشؤها كما قام بقطع كل العلاقات الدبلوماسية مع إسرائيل أثناء حربها مع الدول العربية عام 1967 وقام تيتو بدعم الجيش المصري بـ 100 دبابة لتعويض خسائر الجيش المصري أثناء حرب أكتوبر 1973 وكان له علاقة قوية مع الزعيم الفلسطيني الراحل ياسر عرفات وكان كثير الزيارات له كما كانت له علاقة قوية مع الزعيم المصري جمال عبد الناصر الذي كان يعتبره اعز صديق له فضلا عن علاقته مع صدام حسين ومعمر القذافي وهواري بومدين وغيرهم.

## جنازته
تم تحضير جنازة مهيبة لتيتو حضرها العديد من الرؤساء الذين كانت تربطهم علاقات قوية بة وحضرها كل من:
- الجزائر: الشاذلي بن جديد (الرئيس)، محمد الصديق بن يحيى (وزير الخارجية)
- النمسا: رودولف كريسشولغار (الرئيس)، برونو كرايسكي (المستشار الاتحادي)، فيليبالد باهر (وزير الخارجية)
- بنغلادش: ضياء الرحمن (الرئيس)، محمد شمس الحق (وزير الخارجية)
- بلجيكا الملك بودوان الأول، ويلفريد مارتنز (رئيس الوزراء)، هنري سيمونيه (وزير الخارجية)
- بلغاريا: تودور زيفكوف (رئيس مجلس الدولة)
- كندا: إدوارد شراير (الرئيس)
- تشيكوسلوفاكيا: جوستاف هوساك (الرئيس)، ميلوش جاغيس (السكرتير الأول للحزب الشيوعي)، جوكوب بوهوسلاف (وزراء الخارجية)
- إثيوبيا: منغستو هايلي (الرئيس)
- فنلندا: كيكونين يرهو (الرئيس)، بافو فايراينن (وزير الخارجية)
- اليونان: كونستانتينوس تساتسوس (الرئيس)
- غينيا: أحمد سيكو توري (الرئيس)، موسى دياكيتي (وزير الخارجية)
- المجر: يانوش قادر (الأمين العام لحزب العمال الاشتراكي الهنغاري)
- العراق: صدام حسين (الرئيس)، سعدون حمادي (وزير الخارجية)
- جمهورية أيرلندا: باتريك هيليري (الرئيس)، جورج كلي (وزير الخارجية)
- ايطاليا: ساندرو برتيني (الرئيس)، فرانشيسكو كوسيغا (رئيس الوزراء)
- الأردن: الملك حسين (رئيس)، عبد الحميد شرف (رئيس الوزراء)
- ليبيا: معمر القذافي (رئيس)
- قبرص: سبيروس كيبريانو (الرئيس)، نيكوس رولانديس ألف (وزير الخارجية)
- كوريا الشمالية:كيم إيل سونغ (الرئيس)، وهو ساد (وزير الخارجية)
- Democratic Kampuchea: خيو سامفان (رئيس مجلس رئاسة الدولة)
- لوكسمبورغ: جان (الدوق الأكبر)، غاستون ثورن (نائب رئيس الوزراء)
- مالي: موسى تراوري (الرئيس)، الباي العين بلونديل (وزير الخارجية)
- مالطا: أنطون بوتيجيج (الرئيس)
- ألمانيا الشرقية: اريش هونيكر (السكرتير العام للجنة المركزية)، ورئيس مجلس الدولة، أوسكار يشر (وزير الخارجية)
- ألمانيا الغربية: كارل كارستنس (الرئيس)، هلموت شميت (المستشار)، هانس-ديتريش غينشر (وزير الخارجية)
- النرويج: الملك أولاف الخامس، أودفار نوردلي (رئيس الوزراء)
- باكستان: محمد ضياء-فرهود (الرئيس)، رياض بيراش (وزير الخارجية)
- بنما: اريستيدس رويو (الرئيس)، كارلوس أوزوريس (وزير الخارجية)
- بولندا: إدوارد جيريك (السكرتير الأول لحزب العمال المتحدة البولندية)، فويتشخ ياروزلسكي (وزير الدفاع الوطني)
- البرتغال: أنطونيو رامالهو عنيس (الرئيس)، فرانسيسكو دي سا كارنيرو (رئيس الوزراء)
- رومانيا: نيكولاي تشاوتشيسكو (الرئيس)، إيلي فيرديت (رئيس الوزراء)، أندريه ستافين (وزير الخارجية)
- سان مارينو: بيترو تشياروزي وماراني بريمو (الحاكمان)
- الاتحاد السوفيتي: ليونيد بريجنيف (السكرتير العام للجنة المركزية للحزب الشيوعي، رئيس مجلس رئاسة السوفيات الأعلى)، أندريه جروميكو (وزير الخارجية)
- السويد: الملك كارل السادس عشر غوستاف، علا أولستين (وزير الخارجية)
- سوريا: حافظ الأسد (الرئيس)، عبد الحليم خدام (وزير الخارجية)
- تانزانيا: جوليوس نيريري (الرئيس)، بنيامين مكابا (وزير الخارجية)
- توغو: غناسينغبي إياديما (الرئيس)
- زامبيا: كينيث كاوندا (الرئيس)

## ارث تيتو
بعد وفاته تم تسمية العديد من المناطق على أسمة وبناء العديد من التماثيل ليس فقط في يوغسلافيا بل في العديد من الدول

## معرض صور

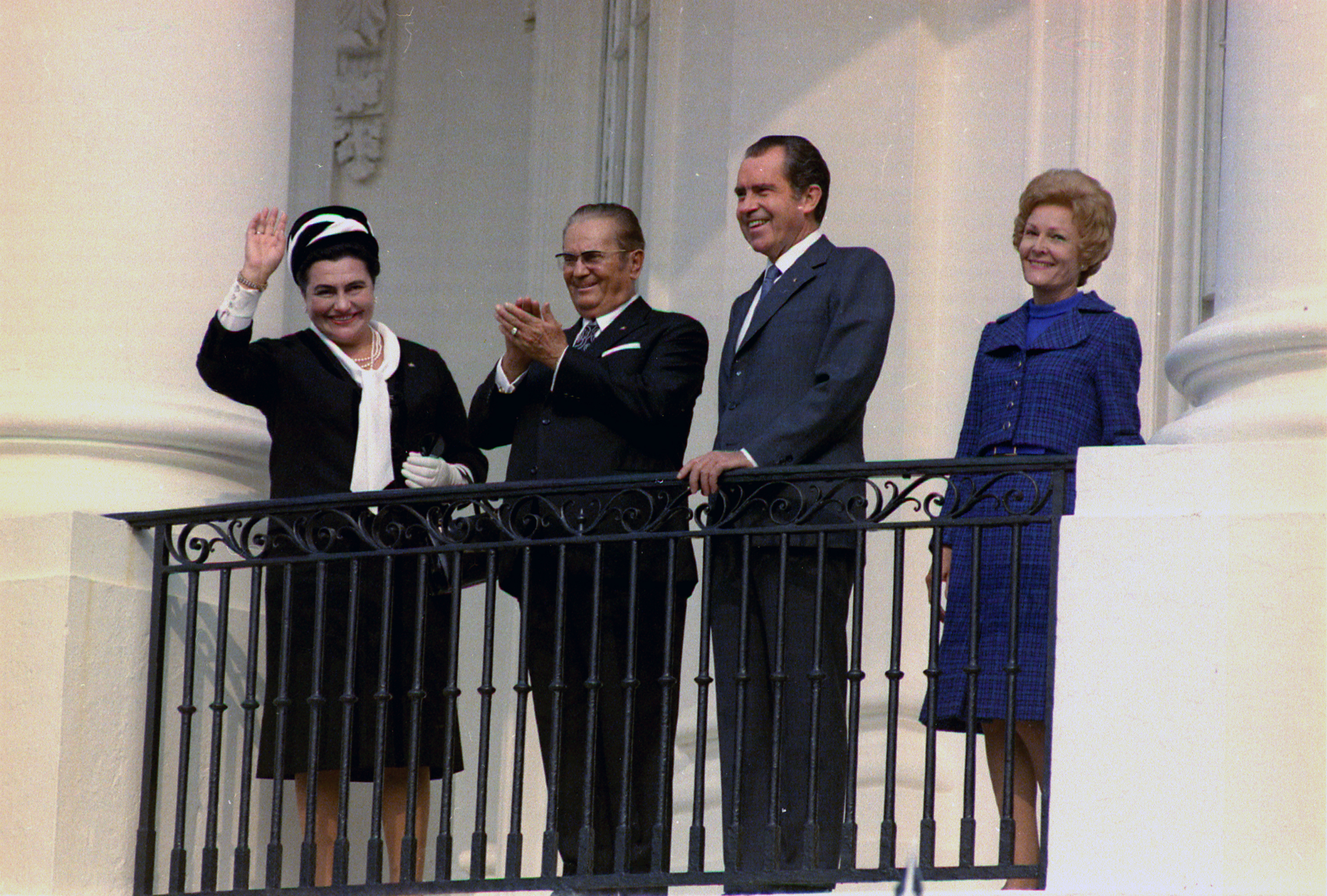
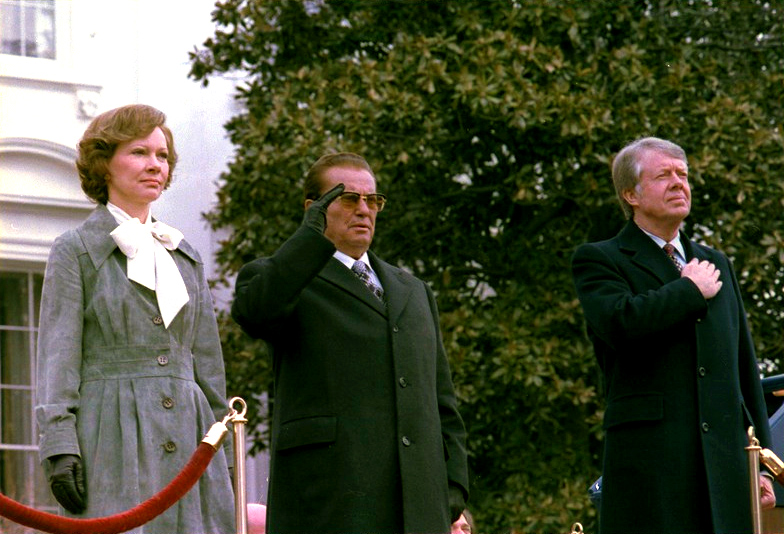
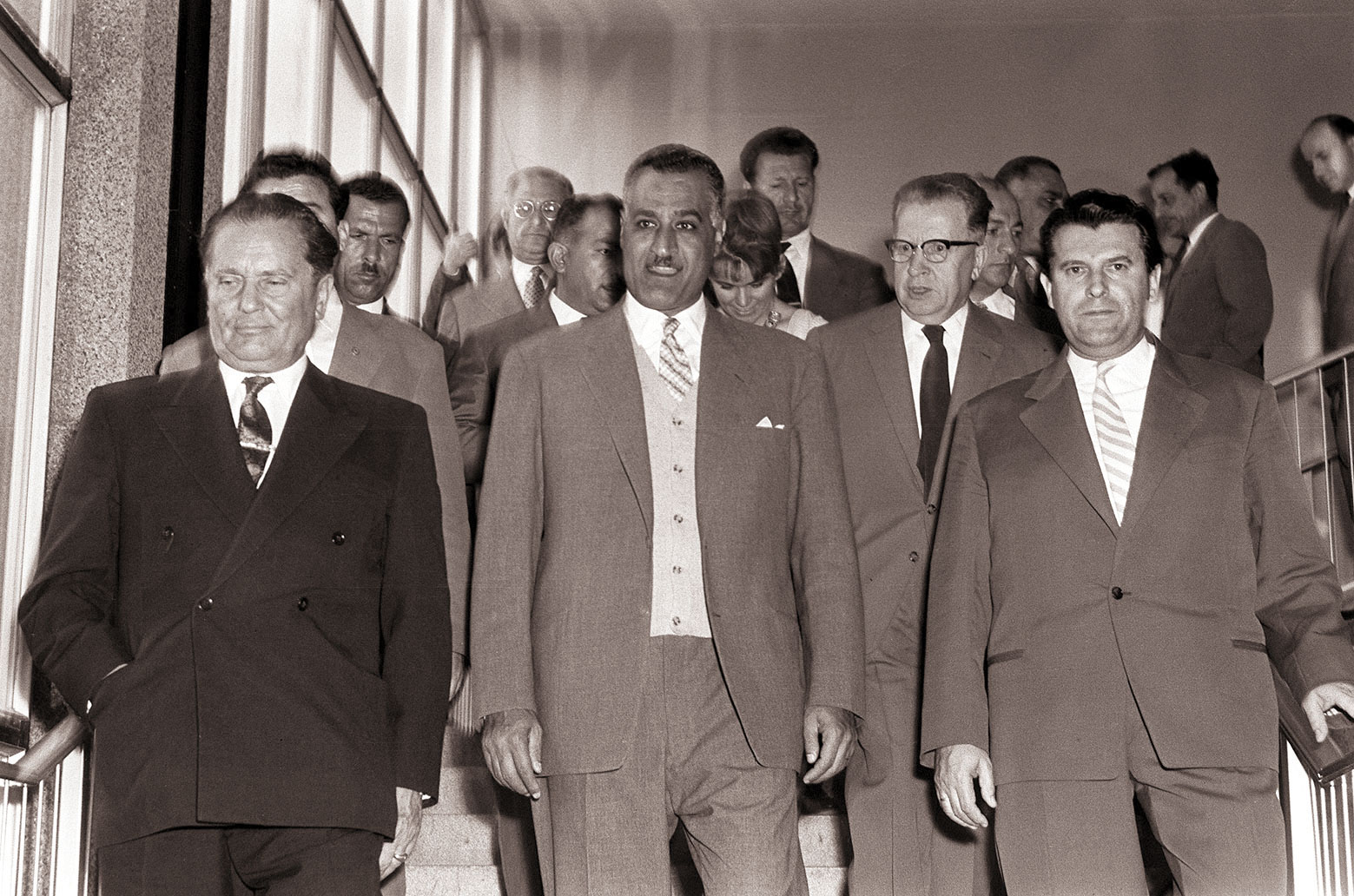
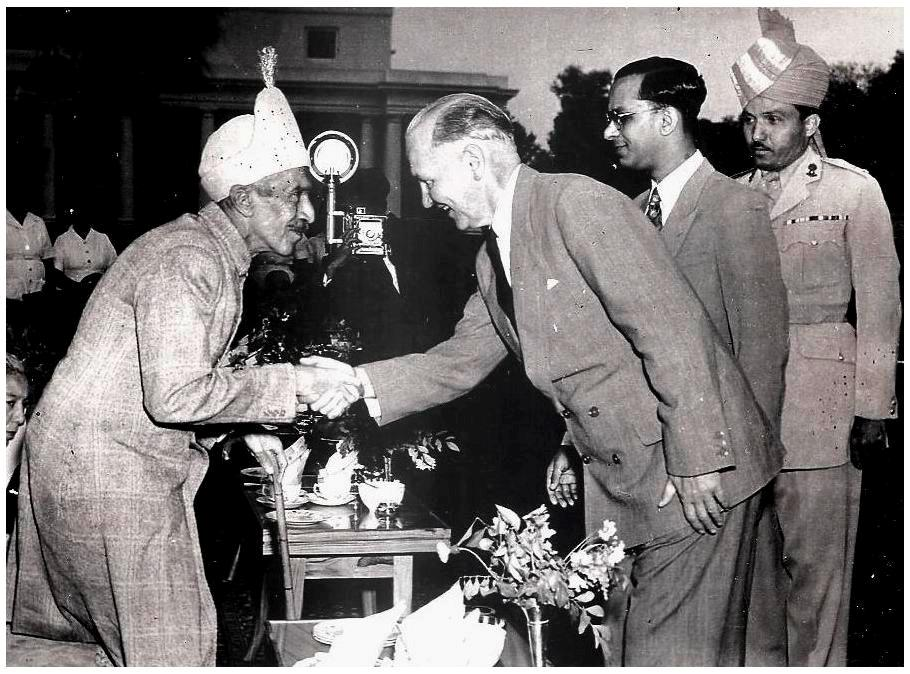
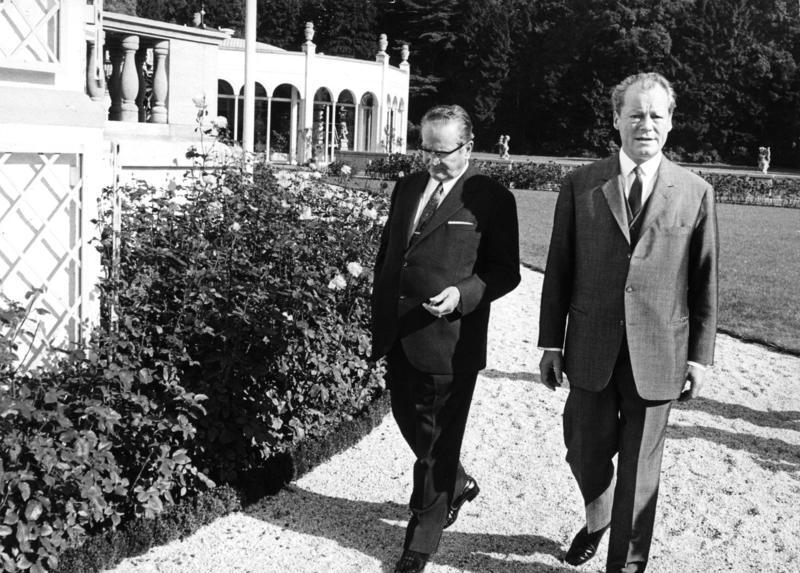

### في يوغسلافيا
- مدينة بودغوريتسا تيتوغراد
- مدينة تيتوف درفار، البوسنة
- مدينة تيتوفا كورينيتسا،كرواتيا
- بلدة تيتوفا ميتروفيتسا، صربيا
- قرية تيتوفو، صربيا
- شارع فيلينجي تيتوفو، سلوفينيا
- شارع فيليس تيتوف، فيليس، مقدونيا
- شارع فرباس تيتوف، صربيا

### في سلوفينيا
- ساحة ايليرسكا تيتوف
- شارع كوبر تيتو
- طريق ماريبو تيتو
- طريق ليويلينا تيتو
- طريق سان فرانسيسكو تيتو
- ساحة كارول تيتو

### في إيطاليا
- شارع كامبيجيني بروز
- شارع كورناريدو تيتو
- ساحة المارشال تيتو
- تمثال مونتيتشيارو بروز
- شارع بارما تيتو
- تمثال كاستيلا بروزريجيو
- شارع إميليا تيتو

### في مصر
- محور جوزيف تيتو في القاهرة

### في تونس
- شارع المارشال تيتو في سوسة

### في البرازيل
- ساحة جوزيف تيتو في ساوباولو

### في الهند
شارع تيتو في نيودلهي